# John Vaughan Thompson
John Vaughan Thompson FLS (19 de noviembre de 1779, Berwick-upon-Tweed - 21 de enero de 1847, Sídney) fue un médico militar, y naturalista británico.

## Biografía
Nació en Berwick-upon-Tweed. Después de estudiar medicina y cirugía, entró en la armada británica y sirvió en la colonia de Nueva Gales del Sur, realizó travesías al Caribe, a la isla Mauricio, Madagascar, viajes por el Atlántico y por el océano Índico. En 1816, realizó recolecciones de pequeños organismos pelágicos, utilizando telas hechas de muselina. Se interesó en diversos temas como la metamorfosis en invertebrados marinos y el fenómeno de la bioluminescencia. Partió a Australia, en 1835, para dirigir el Hospital de la prisión de Sídney.

## Algunas publicaciones
- john Vaughan Thompson. 1830. On Polyzoa, a new animal discovered as an inhabitant of some Zoophites. Editor print. for King and Ridings, 4 p.

### Libros
- john Vaughan Thompson. 1830. Zoological researches, and illustrations or natural history nondescript or imperfectly known animals, in a series of memoirs ..: parte 1, v. 1. Editor W.F. Wakeman, 102 p. libro en línea
- ------------------------------. 1828. Zoological researches, and illustrations: or, natural history of nondescript or imperfectly known animals, in a series of memoirs v. 1, Parte 1. Contribuidores	J. Hennesy, Kings and Riding. Editor King and Ridings, 110 p.
- ------------------------------. 1827. Memoir of the Pentacrinus Europaeus: a recent species discovered in the cove of Cork, July 1, 1823. 12 pp. libro en línea
- ------------------------------. 1807. A catalogue of plants growing in the vicinity of Berwick upon Tweed. 125 p.

## Fuente
- (en inglés) Biographical Etymology of Marine Organism Names (BEMON) Archivado el 16 de mayo de 2011 en Wayback Machine.
- La abreviatura «J.V.Thomps.» se emplea para indicar a John Vaughan Thompson como autoridad en la descripción y clasificación científica de los vegetales.[3]